# Jacob Eriksson
Jacob Eriksson (Gånghester, 1 oktober 1999) is een Zweeds wielrenner die sinds 2023 uitkomt voor Tudor Pro Cycling Team. Zijn broer Lucas Eriksson is eveneens beroepsrenner. In 2024 werd Jacob Eriksson Zweeds kampioen op de weg bij de elite in Linköping. 

## Overwinningen
2016
Bergklassement Tour du Pays de Vaud
2017
 Zweeds kampioen op de weg, Junioren
Bergklassement Grand Prix Rüebliland
2024
 Zweeds kampioen op de weg, Elite

## Resultaten in voornaamste wedstrijden
|      | \| Jaar \| Gent-Wevelgem \| Ronde van Vlaanderen \| Amstel Gold Race \| Ronde van Lombardije \| Strade Bianche \| \| ---- \| ------------- \| -------------------- \| ---------------- \| -------------------- \| -------------- \| \| 2023 \| \| \| opgave \| opgave \| \| \| 2024 \| opgave \| opgave \| 94e \| \| \| \| 2025 \| \| \| \| \| 96e \| |                      |                  |                      |                |
| Jaar | Gent-Wevelgem | Ronde van Vlaanderen | Amstel Gold Race | Ronde van Lombardije | Strade Bianche |
| 2023 | |                      | opgave           | opgave               |                |
| 2024 | opgave | opgave               | 94e              |                      |                |
| 2025 | |                      |                  |                      | 96e            |

## Ploegen
- 2018 –  DESTIL-Parkhotel Valkenburg
- 2019 –  Team Coop
- 2020 –  Team Coop
- 2021 –  Team Coop
- 2022 –  Riwal Cycling Team
- 2023 –  Tudor Pro Cycling Team
- 2024 –  Tudor Pro Cycling Team
- 2025 –  Tudor Pro Cycling Team

Bohli · Brun · Charrin · de Kleijn · J. Eriksson · L. Eriksson · Froidevaux · Heming · Kamp · Kelemen · Kluckers · Kolze Changizi · Pellaud · Pluimers · Reichenbach · Suter · Thalmann · Voisard · Wilksch (vanaf 5/8) · Wirtgen · Zijlaard
Bohli · Brenner · Brun · Charrin · Dainese · de Kleijn · J. Eriksson · L. Eriksson · Froidevaux · Heming · Kamp · Kelemen · Kluckers · Kolze Changizi · Krieger · Mayrhofer · Pellaud · Pluimers · Reichenbach · Rondel (vanaf 20/7) · Storer · Stork · Suter · Thalmann · Trentin · Voisard · Wilksch · Wirtgen · Zijlaard